# Specola di Padova

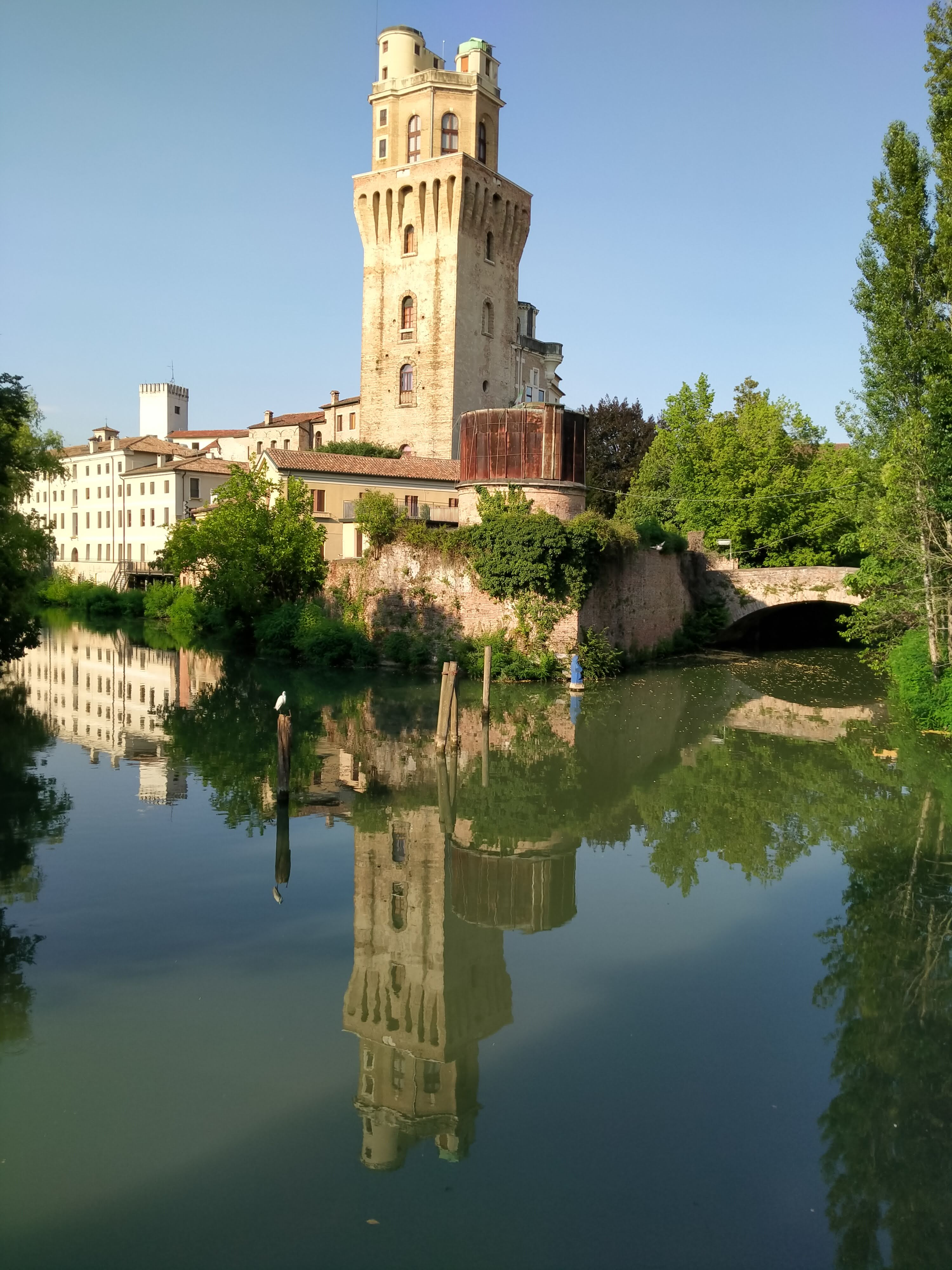
Specola di Padova, het 18e-eeuws observatorium in de 13e-eeuwse kasteeltoren.

De Specola di Padova is de voormalige sterrenwacht van de universiteit van Padua, in de Noord-Italiaanse regio Veneto. De Paduanen spraken van de sterrenwacht van Galilei doch er is nooit een relatie geweest tussen Galilei en de Specola.

## Historiek
Oorspronkelijk was de toren de grote uitkijktoren of Torlonga van Castelvecchio. Castelvecchio was het middeleeuwse kasteel in het centrum van Padua. Dit kasteel heeft zijn origine in de 11e eeuw en staat op een plek waar de rivier Bacchiglione in twee armen opsplitst. In de 13e eeuw bouwden de heren van Padua de burcht uit, langsheen de twee armen van de rivier: het ging om Ezzelino III da Romano en de heersers uit het Huis da Carrara.
Vanaf 1405 was de stadstaat Padua in handen van de republiek Venetië. De toren en het kasteel verloren hun militair belang. In de loop van de 17e eeuw geraakte alles in verval. 
In 1761 besliste de Senaat van Venetië bij decreet dat er een sterrenwacht voor de universiteit moest komen. Het was een tijdperk dat de Venetianen in de Raad van Bestuur van de universiteit nieuwe leerstoelen wetenschappen oprichtten. Vier jaar later werd Giuseppe Toaldo (1719-1797), priester en hoogleraar astronomie, belast met een studiereis naar observatoria in Italië. Toaldo stelde vervolgens als bouwwerk voor de sterrenwacht de Torlonga van het vervallen Castelvecchio voor. De reden was de stevige dikke muren die de telescoop konden dragen. Toaldo stelde zijn jeugdvriend, de priester-architect Domenico Cerato (1715-1792) als bouwheer voor. De middeleeuwse toren werd omgebouwd tot een sterrenwacht waarvan de werken duurden van 1767 tot 1777. De naam werd Specola of Spiegels voor astronomie. Giuseppe Toaldo werd de eerste directeur van de Specola.
De Specola was tot 1940 de zetel van astronomische waarnemingen, en tot het begin van de 19e eeuw eveneens van meteorologische waarnemingen. Sinds de Tweede Wereldoorlog zijn de activiteiten van het observatorium gestopt. De Specola werd tijdelijk een archiefruimte.
Sinds 1994 is de Specola een museum voor astronomie; de eigenaar is het Italiaans onderzoeksinstituut Istituto Nazionale di Astrofisica dat sterrenwachten over heel Italië beheert.